# あおい君と佐藤クン
あおい君と佐藤クン（あおいくんとさとうクン）は、あおい輝彦と佐藤公彦がラジオパーソナリティを務め、ニッポン放送が制作するラジオ番組である。月曜日から金曜日までの毎日24時から24時10分まで10分間、1972年4月3日から1980年12月30日まで放送された。

## 概要
- 主なスポンサーは花王石鹸（現：花王）。
- 二人のフリートークを中心にした内容の番組。その中でも、月曜日には星占い、金曜日にはリスナーから寄せられたはがきを紹介するコーナーがあったが、他の曜日は二人の会話調のトークを放送していた。フェイドイン（音が徐々に入る）で番組が始まり、フェイドアウト（音が徐々に絞られていく）で番組が終わるという形だった[1]。
- 二人のトーク終了後、女性の朗読する、主に恋愛をテーマとした長さ1分間程度の詩が、BGM（曜日により異なる5種類のもの）付で毎回流れていた。内容は、女性の視点からのものが多かった。その後、この詩に関して『ラブ・ヘアー・ポエム』という企画で一般のリスナーから作品を募集したところ、何万通もの作品が集まったという。このうち優秀作品については、番組内で朗読された。スポンサーを意識してか、リスナーから募集した「ラブ・ヘアー・ポエム」には、詩の中に必ず「ラブ・ヘアー」という言葉を用いるのが応募作品の条件だった[1]。「ラブ・ヘアー」は花王のヘアケア製品ブランド名として当時用いていた「カオーフェザー」のキャッチコピーであり、その関係で本番組の提供アナウンスも「（月のマークでおなじみの）花王石鹸」ではなく「カオーフェザー」名義だった。
- 1977年9月20日に番組開始5周年の記念イベントを行い、リスナー約2千人を招待した[1]。
- ほぼ2か月に一回のペースで、番組の情報紙が発行された時期がある[1]。
- スタジオを飛び出して地方から放送を行ったこともあり、沖縄ではグラスボートに乗って収録を行った。その時に佐藤公彦が船酔いになって吐いた様子がそのまま放送されたこともあった[1]。

### 番組終了とその後、スポンサー枠等
- ニッポン放送で「男性パーソナリティ2人による番組」というスタイルを確立した番組でもあり、『○○君と○○君』シリーズのはしりである[2]。この後番組として1981年1月から始まった、サザンオールスターズの桑田佳祐と関口和之の『桑田君と関口クン』、またその後の『長渕クンと藤岡くん』 （長渕剛と藤岡孝章（元・まりちゃんズ、現・藤岡藤巻）、『長渕クンと世良くん』 （長渕剛と世良公則）、『どんまいフレンド』（風見しんご・嶋大輔 → 松村雄基・長島ナオト → 斉藤隆治・南渕一輝 → 高橋良明・南渕一輝 → CHA-CHA →  BAKU）、『緒形クンと的場クン』（緒形直人・的場浩司）、『山本クンと田中クン』（山本太郎・田中傑幸）と脈々と続いている。更にその後、こういった形式のタイトルは『とんでもダンディー・民夫くんと文夫くん』（景山民夫・高田文夫）『都並君・藤川君のイエローカードなんて怖くない』（都並敏史・藤川孝幸）、『TOKIOナイトクラブ 長瀬くんと松岡くん』、そして2015年4月スタートの『オールナイトニッポンサタデースペシャル 大倉くんと高橋くん』などに続いている[3]。
- 花王は『山本クンと田中クン』まで提供した。

## 放送されていた局と放送時間
（いずれも月曜日 - 金曜日。
記載のない限りNRN加盟局）
- ニッポン放送　24:00 - 24:10[4][5]
- 北海道放送　23:00 - 23:10[4][5]
- 東北放送　22:50 - 23:00[5][6]
- 北陸放送（JRN単独加盟局時代から放送）　24:00 - 24:10[5]
- 東海ラジオ　23:50 - 24:00[4][5][7]
- ラジオ大阪　22:20 - 22:30（1974年7月から1975年5月まで『オーサカ・ナイト・スペース ヤング立入禁止』、1975年6月から1976年4月まで『亥の上刻 やんぐないとおおさか』の内包番組として放送）
- 山陽放送（放送当時はJRN単独加盟局）　22:30 - 22:40[5]
- KBCラジオ（九州朝日放送）　22:50 - 23:00[4]→ 24:20 - 24:30[5][8]
- 琉球放送（JRN単独加盟局）　23:50 - 24:00[5]

ほか

## 出版物
「あおい君と佐藤クン」ニッポン放送編　発行：ペップ出版　1976年発売